# Chris Grabenstein
Chris Grabenstein (Buffalo, 2 settembre 1955) è uno scrittore statunitense.

## Biografia
Nato a Buffalo nel 1955, si è laureato nel 1977 all'Università del Tennessee.
Dopo aver lavorato come bancario e comico in alcuni club di New York, ha esordito nella narrativa gialla nel 2005 con Giro della morte ottenendo un Anthony Award.
Autore, assieme a Ronny Venable del film per la televisione The Christmas Gift nel 1986, ha alternato alla scrittura di polizieschi quella di libri per ragazzi per i quali ha ottenuto 4 premi Agatha.

## Opere

### Serie John Ceepak
- Giro della morte (Tilt-a-Whirl, 2005), Milano, Il Giallo Mondadori N. 2946, 2008 traduzione di Giuseppe Settanni
- Mad Mouse (2006)
- Giro di killer (Whack A Mole, 2007), Milano, Il Giallo Mondadori N. 2970, 2009 traduzione di Giuseppe Settanni
- Hell Hole (2008)
- Mind Scrambler (2009)
- Ring Toss (2010)
- Il cuore in gola (Rolling Thunder, 2010), Milano, Il Giallo Mondadori N. 3060, 2012 traduzione di Giuseppe Settanni
- Fun House (2012)
- Free Fall (2013)

### Serie Christopher Miller
- Corsa alla morte (Slay Ride, 2006), Milano, Segretissimo Mondadori N. 1578, 2011 traduzione di Giuseppe Settanni
- Weekend all'inferno (Hell for the Holidays, 2007), Milano, Segretissimo Mondadori N. 1569, 2010 traduzione di Giuseppe Settanni

### Serie The Haunted Mysteries
- The Crossroads (2008)
- The Hanging Hill (2009)
- The Smoky Corridor' (2010)
- The Black Heart Crypt (2011)

### Serie Riley Mack
- Riley Mack and the Other Known Troublemakers (2012)
- Riley Mack Stirs Up More Trouble (2013)

### Altri romanzi
- The Explorer's Gate (2012)
- Don't Call Me Christina Kringle (2013)
- Fuga dalla biblioteca di Mr. Lemoncello (Escape from Mr. Lemoncello's Library, 2013), Milano, Rizzoli, 2016 traduzione di Maria Concetta Scotto di Santillo ISBN 978-88-17-08677-6.
- The Island of Dr. Libris (2015)
- Mr. Lemoncello's Library Olympics (2016)
- Mr. Lemoncello's Great Library Race (2017)
- Benvenuti al Wonderland (Welcome to Wonderland: Home Sweet Motel, 2016), Milano, Il Castoro, 2017 traduzione di Maria Laura Capobianco ISBN 978-88-6966-211-9.
- Welcome to Wonderland: Beach Party Surf Monkey (2017)
- Welcome to Wonderland: Sandapalooza Shake-Up con James Patterson (2018)
- Scuola media: divertentissimo me con James Patterson (I Funny, 2012), Milano, Salani, 2015 traduzione di Francesca Crescentini ISBN 978-88-6918-193-1.
- Superfantastico me!: una storia di Scuola media con James Patterson (I Even Funnier, 2013), Milano, Salani, 2015 traduzione di Francesca Crescentini ISBN 978-88-6918-320-1.
- Tutti pazzi per me!: una storia di Scuola media con James Patterson (I Totally Funniest, 2015), Milano, Salani, 2016 traduzione di Marco Amerighi ISBN 978-88-6918-555-7.
- Divertentissimo me! in TV: una storia di scuola media con James Patterson (I Funny TV, 2016), Milano, Salani, 2017 traduzione di Alessandro Storti ISBN 978-88-93810-81-4.
- Divertentissimo me! non ci resta che ridere con James Patterson (I Funny School of Laughs, 2017), Milano, Salani, 2018 traduzione di Alessandro Storti ISBN 978-88-93814-68-3.
- Daniel X: Armageddon (2012)
- Daniel X: Lights Out (2015)
- Cacciatori di tesori con James Patterson (Treasure Hunters, 2013), Milano, Salani, 2014 traduzione di Pietro Formenton ISBN 978-88-6715-774-7.
- Cacciatori di tesori: Pericolo sul Nilo con James Patterson(Treasure Hunters: Danger Down the Nile, 2014), Milano, Salani, 2016 traduzione di Pietro Formenton ISBN 978-88-6918-251-8.
- Cacciatori di tesori: la città proibita con James Patterson (Treasure Hunters: Secret of the Forbidden City, 2015), Milano, Salani, 2017 traduzione di Pietro Formenton ISBN 978-88-93811-25-5.
- Treasure Hunters: Peril at the Top of the World con James Patterson (2016)
- Fratello robot con James Patterson (House of Robots, 2014), Milano, Salani, 2015 traduzione di Valentina Daniele ISBN 978-88-6918-313-3.
- Fratello robot: fuori di testa con James Patterson (House Of Robots: Robots Go Wild, 2015), Milano, Salani, 2017 traduzione di Valentina Daniele ISBN 978-88-6918-971-5.
- Fratello robot: la guerra dei bulloni con James Patterson (House Of Robots: Robot Revolution, 2017), Milano, Salani, 2018 traduzione di Valentina Daniele ISBN 978-88-93815-15-4.
- Jacky Ha-Ha con James Patterson (2016), Milano, Salani, 2017 traduzione di Valentina Daniele ISBN 978-88-93811-23-1.
- Cuore di topo con James Patterson (Word of Mouse, 2016), Milano, Salani, 2018 traduzione di Pietro Formenton ISBN 978-88-93815-03-1.
- Laugh Out Loud (2017)
- Pottymouth and Stoopid (2017)
- Jacky Ha-Ha : la vita è un gioco da ragazze con James Patterson (Jacky Ha Ha: My Life Is A Joke, 2017), Milano, Salani, 2018 traduzione di Alessandro Storti ISBN 978-88-93816-89-2.
- Max Einstein: L'esperimento geniale con James Patterson (Max Einstein: The Genius Experiment, 2018), Milano, Salani, 2019 traduzione di Francesca Crescentini ISBN 978-88-93817-93-6.
- Mr. Lemoncello's All-Star Breakout Game (2019)

## Premi e riconoscimenti
- Anthony Award: 2006 vincitore nella categoria "Romanzo d'esordio" con Giro della morte e 2009 vincitore nella categoria "Miglior romanzo per ragazzi" con The Crossroads
- Premio Agatha alla narrativa per ragazzi: vincitore nel 2008 per The Crossroads, 2009 per The Hanging Hill, 2011 per The Black Heart Crypt e 2013 per Fuga dalla biblioteca di Mr. Lemoncello